# Застосування гафнію і гафнійвмісних речовин
Застосування гафнію і гафнійвмісних речовин
На початку ХХІ ст. гафній виробляється промисловістю у вигляді порошку, губки, стрижнів, зливків, дроту, листа, труб, фольги, а також сплавів, лігатури, та різних хімічних сполук. У 2023 році світовий ринок гафнію досяг 83,5 тонни, а до 2032 року він зростатиме на 5,22 % щорічно і досягне 133,9 тонни.
Ще в середині 1950-х років були відкриті деякі цінні властивості гафнію, що привело до широкого використання цього елементу в радіотехніці та електротехніці.
Електро-, радіо- і рентгенотехніка стали однією з перших галузей застосування гафнію: в катодах розжарювання радіоламп та різних газорозрядних трубок, ниток розжарювання електричних ламп, електричних контактів, чохлів анодів електронних трубок, катодів рентгенівських трубок. Нині з гафнію виробляють деякі види електролітичних конденсаторів, резисторів, електронної кераміки, діелектричного покриття.
Гафній і його сплави з титаном без домішок азоту, кисню, вуглецю і кремнію добре адсорбують гази, і тому використовувалися як геттери вакуумних та газонаповнених радіо- і електроламп, телевізійних трубок.
Підвищений інтерес до гафнію з'явився після відкриття його здатності поглинати теплові нейтрони (на відміну від цирконію). Гафній (а саме два його ізотопи, 174Hf і 177Hf) має надзвичайно великий переріз поглинання теплових нейтронів, тому використовується для виробництва регулюючих стрижнів для ядерних реакторів, а також виготовлення захисних екранів. Поєднання цієї особливості з високою механічною міцністю та корозійною стійкістю в гарячій воді робить гафній цінним матеріалом для виготовлення захисних пристроїв та стрижнів-регуляторів атомних реакторів, охолоджуваних водою, а також реакторів з гарячою водою.
Вперше регулюючі стрижні з гафнію були випробувані 1953 року в США, у реакторі для атомного підводного човна «Наутілус». З цього часу виробництво чистого гафнію набуло такого ж великого значення, як і виробництво цирконію. Його виробництво поступово зростало, що видно на прикладі США: якщо до 1952 року там було вироблено менше 50 кг діоксиду гафнію, то у 1952 році на заводі в м. Олбані (штат Орегон) випуск металевого гафнію становив 2,7 т. У 1958 році в США вироблено близько 20 т металевого гафнію, а в 1960—1970 роках вироблялося майже 30 т щорічно [72]. Регулюючі стрижні з гафнію стали використовуватися в енергоблоках атомних станцій Німеччини, в підводних човнах Англії і США.
Перспективним напрямом використання чистого металевого гафнію є виробництво ядернобезпечної і корозійностійкої апаратури для транспортування і переробки відпрацьованого ядерного палива.
У США досліджують використання гафнію для виготовлення гафнієвої бомби.
Гафній відрізняється також високою корозійною стійкістю в агресивному середовищі і високими механічними властивостями, що дозволяє також використовувати його як легуючу добавку до деяких сплавів спеціального призначення. Додатковими перевагами гафнію є висока стійкість до високих температур.
Як і цирконій, гафній також має високу температуру плавлення, і використовується, наприклад, для виробництва електродів плазмових різаків. Низька швидкість вигоряння гафнію дозволила створити ефективні плазмотрони для повітряно-плазмового різання. Гафній — єдиний придатний матеріал для плазмового зварювання мало- та низьковуглецевих сталей з невитратним електродом у середовищі вуглекислого газу.
Гафній використовують також для виробництва високоякісних магнітів на основі рідкісноземельних елементів.
Гафній покращує механічні і фізико-технічні властивості сплавів на основі вольфраму, молібдену, ніобію і танталу, як жаротривких матеріалів (суперсплавів і гафнієвих композицій) ракетної і космічної техніки. Його використовують для виготовлення камер згоряння ракетних двигунів, каркасу та обшивки космічних ракет [69]. Як легуючий елемент гафній додають у сплави на основі цирконію, титану, ніобію, танталу, нікелю, кобальту, вольфраму, молібдену, ренію, а також у легкі сплави. У таких сплавах гафній утворює дуже міцний карбід, запобігає виділенню карбідних фаз на основі інших елементів по границях зерен, унеможливлює карбідну ліквацію.
Невеликі домішки гафнію (1—2 %) суттєво підвищують стійкість металів до температури і тиску, тому його додають у сплави, що використовують для лопатей турбін реактивних літаків, сопел та інших деталей ракет тощо. Для цього використовуються сплави гафнію з нікелем, танталом, вольфрамом, молібденом. Сплавом гафнію з ніобієм вкривають поверхню різальних інструментів. Легування гафнієм сплавів на основі міді, заліза і нікелю сприяє підвищенню температури їх рекристалізації.
Металевий гафній знайшов певне застосування і в хімічному машинобудуванні для виготовлення особливо стійкого обладнання, працюючого в агресивному середовищі.
Діоксид гафнію використовують для виробництва більш жаротривких вогнетривів, ніж виготовлених з діоксиду цирконію. Скло, вкрите діоксидом гафнію має специфічні рефракційні властивості, і використовується у лазерній техніці. Також оксид гафнію використовується у мікрочипах як ізолятор.
Карбід гафнію — найбільш тугоплавкий серед простих карбідів металів (3900 °С) — використовують як вогнетрив. Карбід гафнію має високу твердість, використовується у виробництві надтвердих сплавів для ріжучих та точильних інструментів.
Силікат гафнію використовується як реакторний будівельний матеріал.
Нітрид гафнію є добрим провідником струму, та плавиться при високій температурі, що обумовлює його використання в сплавах для електричних контактів.
Діборид гафнію HfB2 застосовується у виробництві жаростійких сплавів.
Захисним засобом проти нейтронного випромінювання слугує гідрид гафнію HfH2. Сульфіди і селеніди гафнію використовуються як мастила з антифрикційними властивостями. Хлорид, сульфат і нітрат гафнію використовуються в текстильній промисловості при обробці тканин для надання їм вогнестійкості і водонепроникності.
Існує низка каталізаторів, що містять гафній. Галогеніди гафнію, наприклад, тетрахлорид гафнію — каталізатори в реакціях полімеризації вуглеводнів (парафінів, олефінів та інших). Діоксид гафнію є каталізатором багатьох органічних реакцій, наприклад, у процесі розкладу спирту.